# Майли, Уэйд
Уэйд Аллен Майли (англ. Wade Allen Miley, 13 ноября 1986, Хаммонд, Луизиана) — американский бейсболист, питчер клуба Главной лиги бейсбола «Цинциннати Редс». Участник Матча всех звёзд лиги 2012 года. Сыграл ноу-хиттер 7 мая 2021 года.

## Биография

### Ранние годы
Уэйд Майли родился 13 ноября 1986 года в Хаммонде в Луизиане. Он вырос в Лоранджере, там же окончил старшую школу. В 2005 году на драфте Главной лиги бейсбола он был выбран клубом «Тампа-Бэй Девил Рейс» в двадцатом раунде, но от подписания контракта отказался. С 2006 по 2008 год Майли выступал в турнире NCAA за команду Юго-Восточного Луизианского университета. За свою студенческую карьеру он сделал 259 страйкаутов, второй результат в истории колледжа. В 2008 году он стал лидером стартовой ротации команды по числу побед, сыгранных иннингов, полных игр и показателю отбивания соперника. По итогам спортивного сезона 2007/08 Майли был признан Атлетом года в университете. На драфте Главной лиги бейсбола 2008 года он был выбран «Аризоной» под общим 43 номером. В 2014 году его избрали в Зал спортивной славы университета.

### Профессиональная карьера
В течение четырёх лет Майли играл за фарм-команды системы «Даймондбэкс». В Главной лиге бейсбола он дебютировал в сезоне 2011 года, сыграв в семи матчах регулярного чемпионата. В 2012 году он стал одним из лидеров стартовой ротации Аризоны, одержав шестнадцать побед при одиннадцати поражениях с пропускаемостью 3,33. Летом Майли принял участие в Матче всех звёзд лиги. По итогам сезона он занял второе место в голосовании, определявшем лучшего новичка Национальной лиги, уступив Брайсу Харперу. Регулярный чемпионат 2013 года он закончил с пропускаемостью 3,55. Сезон 2014 года Майли провёл неудачно, одержав восемь побед при двенадцати поражениях с показателем ERA 4,34. В декабре его обменяли в «Бостон Ред Сокс».
В 2015 году в составе Ред Сокс он провёл на поле 193,2 иннинга с пропускаемостью 4,46, одержав одиннадцать побед при одиннадцати поражениях. После завершения сезона Майли обменяли в «Сиэтл Маринерс» на питчеров Карсона Смита и Роэниса Элиаса. В составе Сиэтла он выступал неудачно, в первой части регулярного чемпионата 2016 года выиграв семь матчей при восьми поражениях с ERA 4,98. В мае он был внесён в список травмированных из-за проблем с плечом. В июле «Маринерс» обменяли не оправдавшего ожиданий Майли в «Балтимор Ориолс» на питчера фарм-системы Ариэля Миранду.
Закрепиться в стартовой ротации «Ориолс» Майли не удалось. В регулярном чемпионате 2017 года он сыграл за клуб в 32 матчах с пропускаемостью 5,61, одержав восемь побед при пятнадцати поражениях. Он стал худшим питчером Американской лиги с 93 допущенными уоками. В феврале 2018 года Майли подписал контракт игрока младшей лиги с «Милуоки Брюэрс». В случае попадания в основной состав зарплата питчера составила бы 2,5 млн долларов. Несмотря на травмы мышц живота и паха он провёл за «Брюэрс» шестнадцать игр, одержав пять побед при двух поражениях с пропускаемостью 2,57. Осенью Майли вошёл в состав команды на игры плей-офф. Он сыграл в третьем матче Дивизионной серии против «Колорадо Рокиз», а в Чемпионской серии с «Лос-Анджелес Доджерс» Майли открывал пятую и шестую игры. Он стал первым за 88 лет питчером, сыгравшим в стартовом составе в двух матчах плей-офф подряд.
В феврале 2019 года Майли в статусе свободного агента подписал однолетний контракт на 4,5 млн долларов с клубом «Хьюстон Астрос». В регулярном чемпионате он сыграл в 33 матчах, проведя на поле 167,1 иннингов с пропускаемостью 3,98. Он выиграл четырнадцать матчей при шести поражениях. В состав «Астрос» на плей-офф Майли не вошёл и после завершения сезона покинул команду. В декабре в статусе свободного агента он подписал двухлетний контракт на сумму 15 млн долларов с клубом «Цинциннати Редс».
В сокращённом из-за пандемии COVID-19 сезоне 2020 года он сыграл за команду всего шесть матчей, пропустив большую его часть из-за травм паха и плеча. Восьмого мая 2021 года Майли сыграл ноу-хиттер в матче с «Кливлендом», он стал семнадцатым в истории клуба.